# Chiesa di Santa Maria delle Grazie (Pescocostanzo)
La chiesa di Santa Maria delle Grazie si trova a Pescocostanzo, in provincia dell'Aquila. È sita nel piazzale detto Colle di Santa Maria, dove inizia la più antica via di entrata e uscita dal paese, proveniente da Sulmona e passante per l'importante località agricolo-boschiva di Primo Campo.

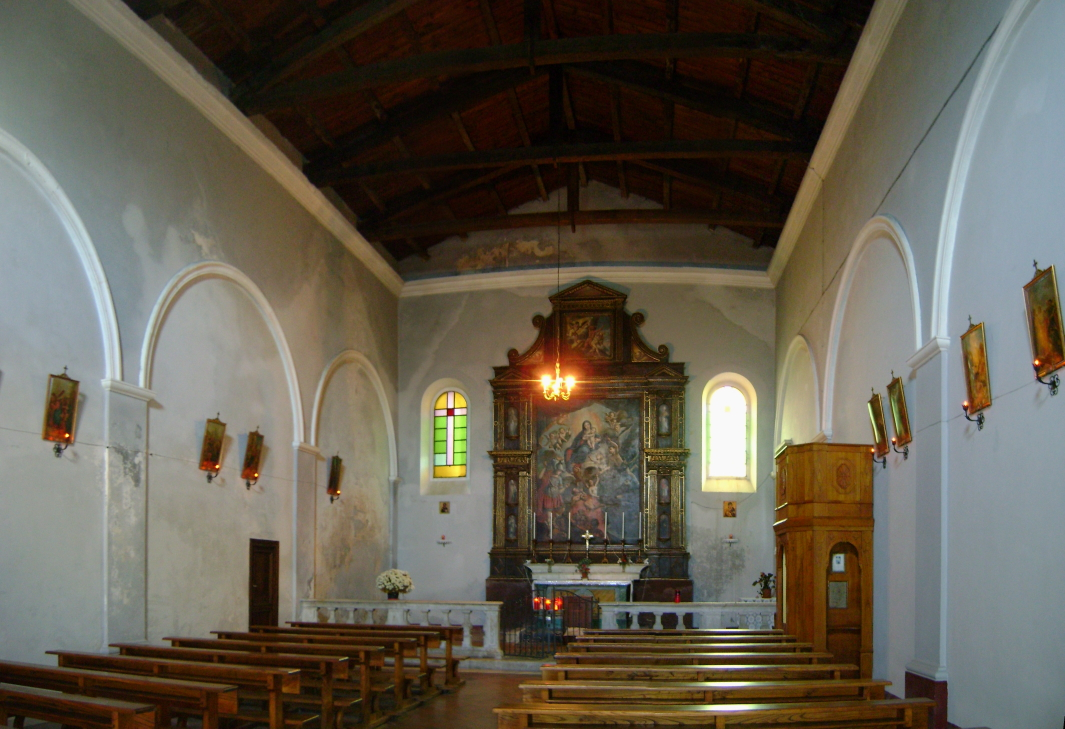
L'interno della chiesa

La sua edificazione è precedente il 1508. Sotto il rosone, che ha perduto la raggiera, viene recata la data del 1524. Possedeva sulla facciata una raffigurazione pittorica di San Cristoforo, datata 1621 ma scomparsa nel tempo, in quanto alla chiesa volgevano il pensiero i viandanti. Ancora oggi vi è conservata una lapide con versi che richiamano la funzione di protezione a chi viaggia: 
Il prospetto principale, la facciata, presenta un'intonacatura bianca fino allo zoccolo basamentale grigio. La terminazione è orizzontale, conclusa con una piccola cornice con dentelli sulla sommità. Elemento principale della facciata è il portale, separato dalla superficie stradale da una scalinata semicircolare e affiancato da due basse finestre ai lati; è sovrastato da un oculo. Tra il portale e l'oculo vi è una targhetta ove è incisa la data di fondazione della chiesa. Uno stemma a testa di cavallo con le iniziali A.M. (Ave Maria) è situato sullo spigolo sinistro della facciata.
All'interno della chiesa, a navata unica, si trova un altare ligneo risalente al 1596, che racchiude una tela raffigurante la Vergine del Suffragio, San Michele Arcangelo che pesa le anime e San Francesco d'Assisi, opera di Antonio Massaretti da Lecce nei Marsi, risalente al 1595. È circondata da sei quadretti di legno che rappresentano i santi Gregorio Magno, Agostino, Lorenzo, Ambrogio, Girolamo e Benedetto. Sovrastante l'ingresso dell'aula vi è una tipica balconata in legno, sorretta da colonne poggianti su alti basamenti.